# Christian Bock (Admiral)

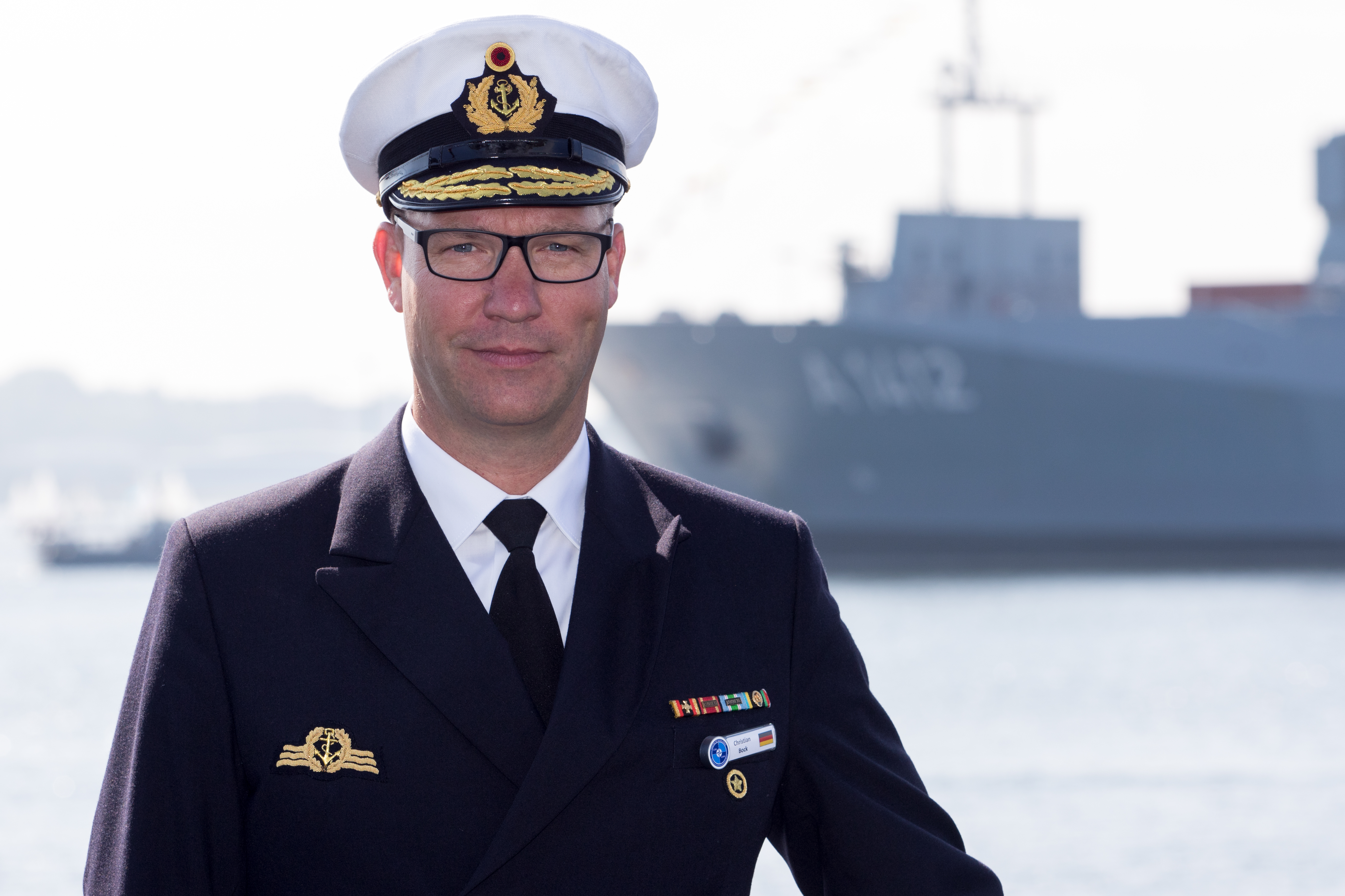
Flottillenadmiral Christian Bock (2018)

Christian Heinrich Bock (* 18. August 1969 in Bonn) ist ein deutscher Flottillenadmiral und Unterabteilungsleiter Militärstrategie, Einsatz und Operationen II im Bundesministerium der Verteidigung in Berlin.

## Militärischer Werdegang

### Ausbildung und erste Verwendungen
Bock trat als Angehöriger der Crew VII/88 1988 in die (damalige) Bundesmarine ein. Er absolvierte die Ausbildung zum Marineoffizier, einschließlich eines Studiums an der Universität der Bundeswehr von 1989 bis 1993. Im Anschluss daran absolvierte er 1993 bis 1994 die A-Lehrgänge zum Sperrwaffenoffizier an der Marinewaffenschule in Eckernförde. Von 1994 bis 1997 wurde Bock als Navigations- und später als 1. Wachoffizier auf Minenjagdbooten der Lindau-Klasse (Klasse 331B) und Trossschiffen der Lüneburg-Klasse (Klasse 701) eingesetzt. Es folgte 1997 eine erste ministerielle Verwendung in der Protokollabteilung des Bundesministeriums der Verteidigung in Berlin, bevor Bock die B-Lehrgänge an der Marineoperationsschule in Bremerhaven absolvierte. 1998 wurde Bock Kommandant des Minenjagdboots Kulmbach (Klasse 333). 2000 bis 2001 folgte eine Verwendung als Referent im Referat Fü M I 1 Personelle Grundsatzforderungen; Innere Führung; Internationale Zusammenarbeit im Führungsstab der Marine in Bonn. Von 2001 bis 2003 absolvierte Bock die Admiralstabsausbildung an der Führungsakademie der Bundeswehr in Hamburg.

### Dienst als Stabsoffizier
Seine erste Verwendung als Stabsoffizier führte Bock von 2003 bis 2005 zum Hauptquartier des Supreme Allied Commander Transformation nach Norfolk (USA). Dort war er als Adjutant beim Assistant Chief of Staff Implementation bzw. später beim Deputy Chief of Staff Transformation eingesetzt. Darauf folgte eine Verwendung als Stabsoffizier S3 und stellvertretender Kommandeur des 3. Minensuchgeschwaders in Kiel. Es folgte von 2007 bis 2008 eine Verwendung als Referent im Einsatzführungsstab des Bundesministeriums der Verteidigung, bevor Bock 2008 Kommandeur des 5. Minensuchgeschwaders in Kiel wurde. Es schloss sich von 2010 bis 2012 eine weitere ministerielle Verwendung in der Stabsabteilung Fü S VI (Planung) im Führungsstab der Streitkräfte in Bonn an. Von 2012 bis 2013 wurde Bock als stellvertretender Referatsleiter des Referats 222 (Militärische Aspekte der Sicherheitspolitik; Truppendienstliche Angelegenheiten der Bundeswehr; Bundessicherheitsrat) im Bundeskanzleramt eingesetzt. Von 2013 bis 2015 wurde Bock als Leiter der Einsatzgruppe 5 (Maritime Einsätze und Horn von Afrika) im Einsatzführungskommando der Bundeswehr in Geltow eingesetzt. Es folgte 2015 bis 2018 eine Verwendung als Referatsleiter Planung I 1 (Konzeption; Zielbildung; Vernetzte Sicherheit; Zukunftsanalyse; Fähigkeitsprofil Bw (Soll)) in der Abteilung Planung im Bundesministerium der Verteidigung in Bonn.

### Dienst als Admiral
Am 19. April 2018 wurde Bock, unter Ernennung zum Flottillenadmiral, Nachfolger von Flottillenadmiral Jan Christian Kaack als Kommandeur der Einsatzflottille 1 sowie Direktor des Centre of Excellence for Operations in Confined and Shallow Waters (COECSW) der NATO in Kiel. Im August 2021 übernahm er den Dienstposten Direktor Ausbildung an der Führungsakademie der Bundeswehr in Hamburg. 2023 folgte er Wilhelm Tobias Abry als Unterabteilungsleiter Strategie und Einsatz (seit dem 1. Februar 2024: Militärstrategie, Einsatz und Operationen) II im Bundesministerium der Verteidigung in Berlin.

### Einsätze
- 2008 Kontingentführer Deutsches Einsatzkontingent UNIFIL, Limassol, Zypern

## Privates
Bock ist verheiratet und hat zwei Söhne. Mit Michael Manousakis, Inhaber von Morlock Motors und bekannt aus der DMAX Serie Steel Buddies – Stahlharte Geschäfte, besuchte er die Schule.